# Rugby Union in England

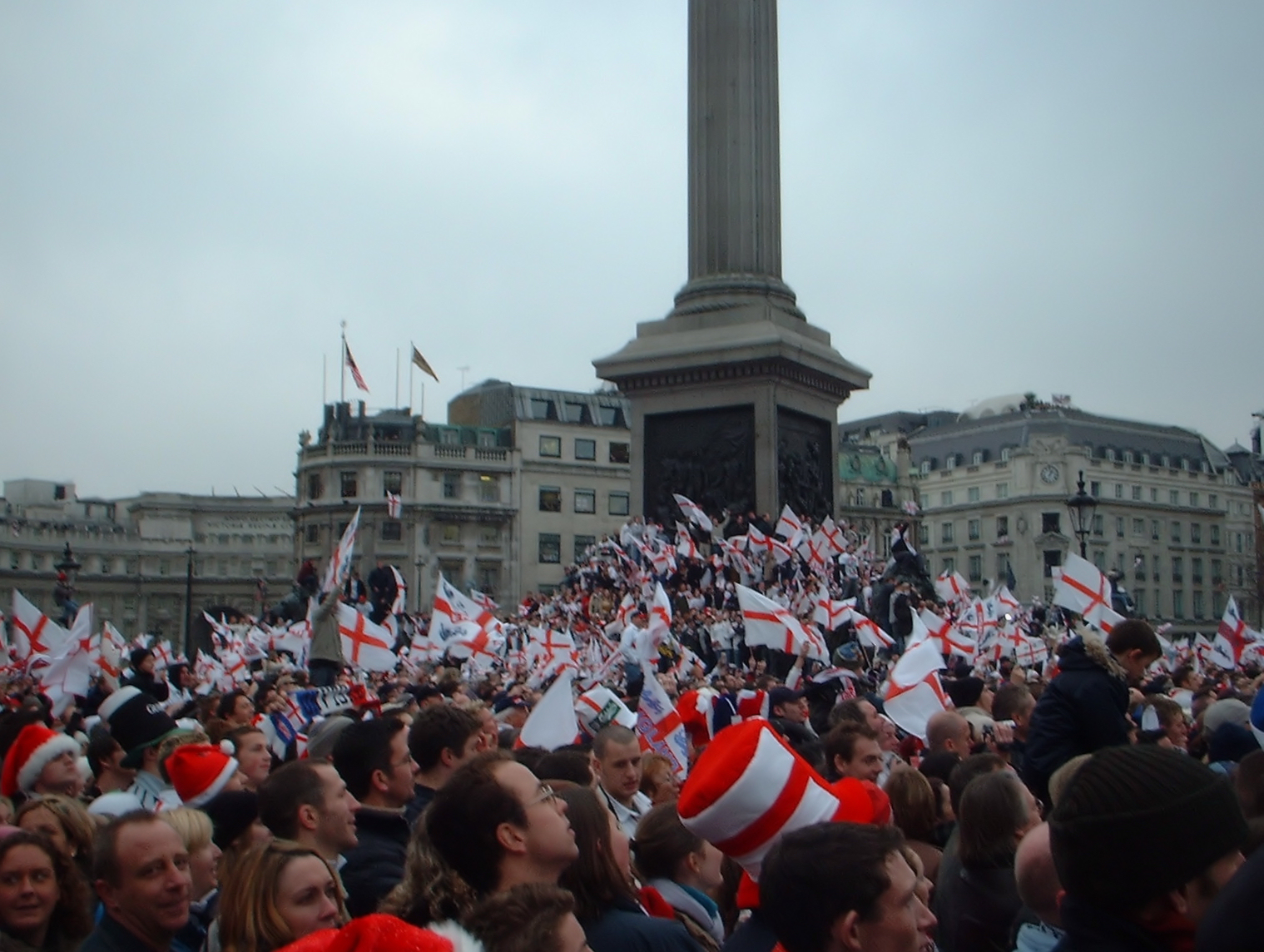
Siegesfeier auf dem Trafalgar Square nach dem Gewinn des Weltmeistertitels 2003

Rugby Union ist eine beliebte Sportart in England. Die Erfindung von Rugby wird William Webb Ellis zugeschrieben, der 1823 in der Stadt Rugby während eines Fußballspiels den Ball in seine Hände genommen und damit gerannt sein soll, um ein Tor zu erzielen. 1871 fand das erste Länderspiel statt, auswärts gegen Schottland. Die Zahl der lizenzierten rugbyspielenden Personen beträgt 382.000 (Stand: 2020). Der für die Organisation und Entwicklung des Sports zuständige Verband ist die im Jahr 1871 gegründete Rugby Football Union (RFU), dem rund 1800 Vereine angeschlossen sind.
Der bedeutendste Wettbewerb ist die Profiliga Premiership Rugby, die als eine der finanzstärksten Ligen der Welt gilt. Die englische Nationalmannschaft nimmt am jährlich stattfinden Turnier Six Nations teil und war nach dem Finalsieg bei der Rugby-Union-Weltmeisterschaft 2003 erster Weltmeister von der Nordhalbkugel. England war bereits Gastgeber wichtiger Turniere wie der Weltmeisterschaft 1991 und der Weltmeisterschaft 1999 (zusammen mit den anderen damaligen Five Nations) sowie der Weltmeisterschaft 2015 (zusammen mit Wales). Es besteht eine historische Rivalität mit der Variante Rugby League, die vor allem in Nordengland verbreitet ist.

## Geschichte

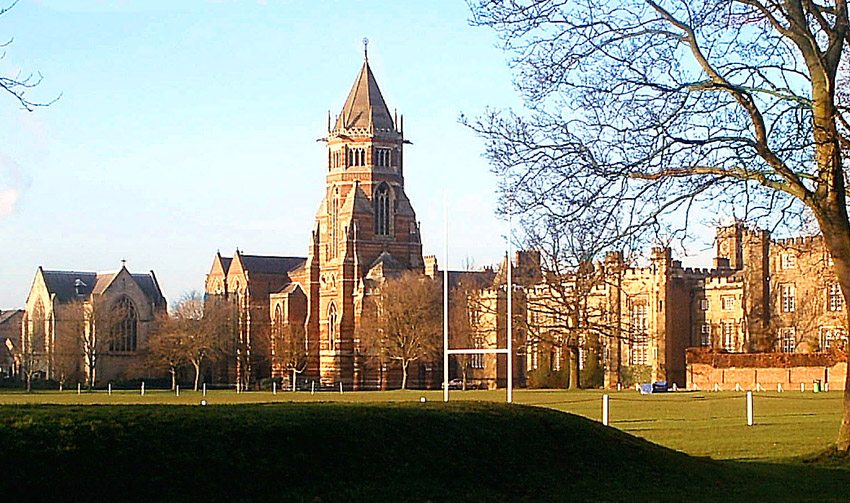
Rugby School

Erfinder des Rugbysports soll William Webb Ellis sein, der 1823 an der Rugby School (einem renommierten Internat) „in feiner Missachtung der Regeln des Fußballs, wie er zu seiner Zeit gespielt wurde, als erster den Ball in seine Hände nahm, damit davonrannte und so das entscheidende Merkmal des Rugbyspiels begründete“. Moderne Historiker betrachten dieses Ereignis überwiegend als Mythos. Einer der ältesten Vereine, wahrscheinlich sogar der erste überhaupt, ist der Guy’s Hospital Football Club, der 1843 am Guy’s Hospital in London gegründet wurde. Er spielte eine frühe Variante des Rugby und bestand aus ehemaligen Schülern der Rugby School. In der Folge entstanden weitere Vereine.
Am 26. Oktober 1863 erfolgte in London die Gründung der Football Association, mit der Absicht, die am weitesten verbreiten Spielmerkmale in einem einheitlichen Regelwerk zu vereinen. Meinungsverschiedenheiten darüber, welche Elemente weggelassen werden sollten, führten zum Austritt des Blackheath FC aus dem Verband. Weitere Vereine folgten diesem Beispiel. 1870 lud der Richmond FC „all jene, die ein rugby-ähnliches Spiel betreiben“ dazu ein, ein verbindliches Regelwerk festzulegen, „da die unterschiedliche Regelauslegung Begegnungen zwischen einzelnen Vereinen erschwert“. Vertreter von 21 Vereinen trafen sich am 26. Januar 1871 im Londoner Pall Mall Restaurant und gründeten die Rugby Football Union (RFU).
Am Raeburn Place in Edinburgh fand am 27. März 1871 das erste Länderspiel statt, wobei Schottland gegen England gewann. 1887 beschloss die RFU, nicht dem von Irland, Schottland und Wales gegründeten International Rugby Football Board (heute World Rugby) beizutreten, da ihr aufgrund der größeren Anzahl Vereine eine bessere Vertretung im Verband zustünde. Weil die übrigen Länder daraufhin England in den Home Nations Championships (später Five Nations, Six Nations) boykottierten, trat die RFU vier Jahre später schließlich doch bei.
Ein weiterer Konfliktherd in den 1890er Jahren war die Frage, ob Spieler für den Verdienstausfall entschädigt werden sollten. Insbesondere Vereine im Norden Englands, wo der Anteil von Spielern aus der Arbeiterklasse bedeutend größer war als im Süden, kamen immer öfter in Konflikt mit den Regeln des Amateurismus und die RFU verhängte immer mehr Spielsperren gegen Vereine und einzelne Spieler aus dem Norden. 22 Vereine traten aus der RFU aus und gründeten am 29. August 1895 in Huddersfield einen eigenen Verband, die Northern Rugby Football Union. Dies gilt als Geburtsstunde von Rugby League.

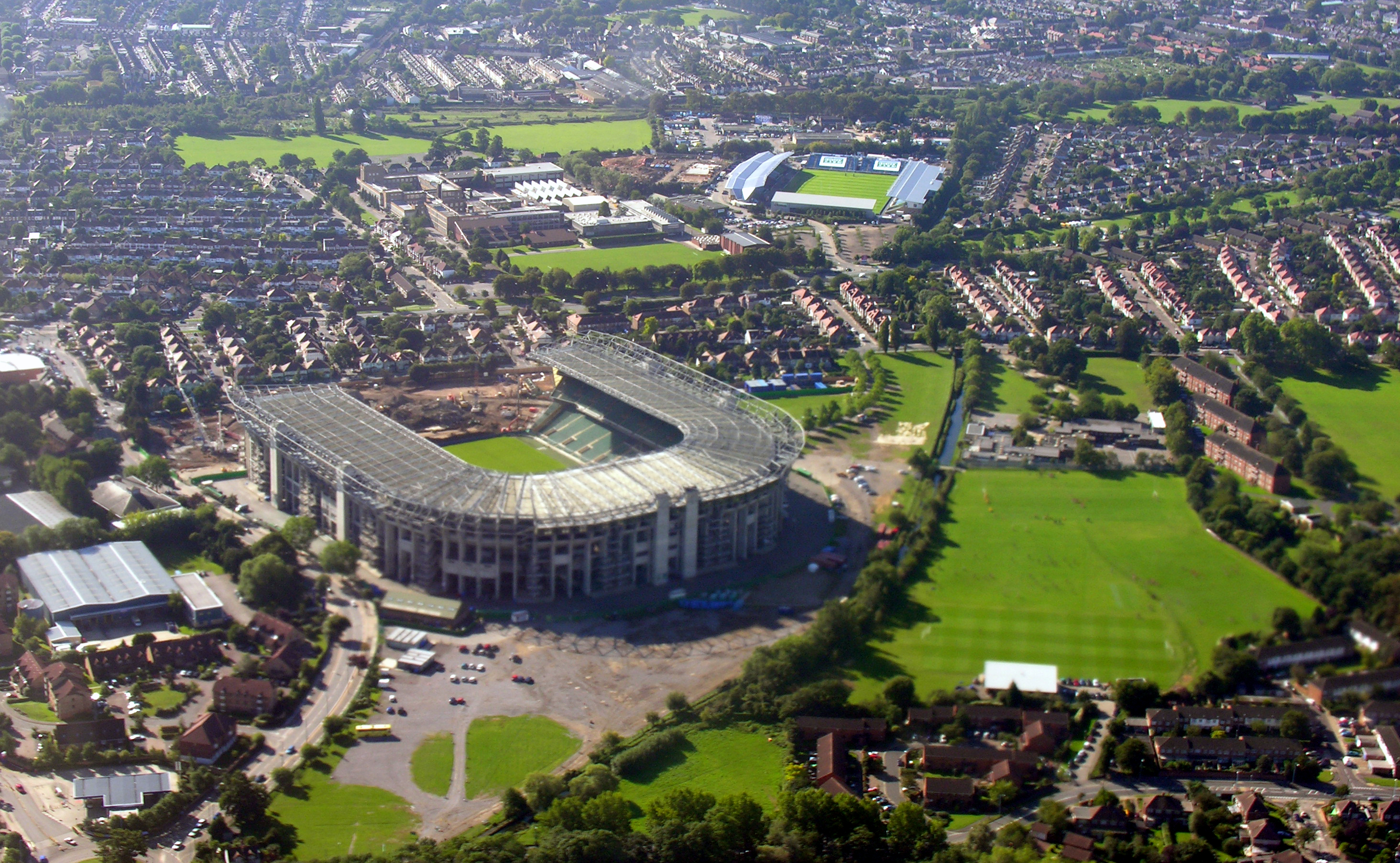
Twickenham Stadium

Bei den Olympischen Spielen 1908, die in London stattfanden, wurde Großbritannien im Rugbyturnier von der Grafschaftsauswahl aus Cornwall vertreten, welche die Silbermedaille gewann. 1909 wurde das Twickenham Stadium eröffnet, das seither Austragungsort fast aller Länderspiele der Nationalmannschaft ist. Während und nach dem Ersten Weltkrieg, von 1915 bis 1920, fand das Five-Nations-Turnier nicht statt. Auch von 1940 bis 1946, während des Zweiten Weltkriegs, fiel das Turnier aus. Für die Dauer des Krieges hob die RFU die ansonsten strikte Sperre für Rugby-League-Spieler kurzzeitig auf. Der Verband erlaubte für wohltätige Zwecke auch die Durchführung von zwei Spielen „Rugby Union gegen Rugby League“.
Lange Zeit hatte sich die RFU gegen Ligawettbewerbe ausgesprochen. Sie befürchtete, dass dadurch das Bezahlen von Spielern erleichtert würde. Aus diesem Grund waren die meisten Begegnungen zwischen verschiedenen Vereinen Freundschaftsspiele. Daneben existierten auch ein Pokal- und ein Ligawettbewerb für Auswahlmannschaften der Grafschaften. 1972 erlaubte die RFU erstmals die Austragung eines Pokalwettbewerbs für Vereinsmannschaften, dem heutigen Premiership Rugby Cup. 1987 wurde schließlich ein System mit Dutzenden nach Spielstärke gegliederten Ligen eingeführt, inklusive Auf- und Abstieg. Nachdem der Weltverband im Jahr 1995 Rugby Union auch für Profispieler geöffnet hatte, wandelte sich die oberste Liga zu einer reinen Profiliga.

## Wettbewerbe

### Ligen
Die höchste Rugby-Union-Liga in England ist die aus zehn Mannschaften bestehende Premiership Rugby. Sie besteht gänzlich aus Profispielern, wobei ein Salary Cap gilt. Unterhalb der Premiership ist die Champ Rugby mit 14 professionellen und halbprofessionellen Mannschaften. Die drittoberste Liga, die National Division 1, umfasst 14 Mannschaften mit Halbprofis und Amateuren. Darunter gibt es zahlreiche Amateurligen auf regionaler Ebene. Nachfolgend eine Übersicht (in absteigender Reihenfolge):
- Premiership Rugby (10 Teams)
- Champ Rugby (14 Teams)
- National League 1 (14 Teams)
- National League 2 East, National League 2 North, National League 2 West (je 14 Teams)
- 6 Ligen der Stufe Regionale 1 (je 12 Teams)
- 12 Ligen der Stufe Regional 2 (je 12 Teams)
- 18 Ligen der Stufe Counties 1 (je 12 Teams)
- 24 Ligen der Stufe Counties 2
- 26 Ligen der Stufe Counties 3
- 12 Ligen der Stufe Counties 4
- 5 Ligen der Stufe Counties 5

### Weitere Wettbewerbe
Die in der Premiership vertretenen Teams haben das Recht, an zwei europäischen Pokalwettbewerben teilzunehmen. Der European Rugby Champions Cup ist der höhere der beiden. Vertreten sind Mannschaften aus England, Frankreich, Irland, Wales, Schottland, Südafrika und Italien. Der zweite Europapokal ist der EPCR Challenge Cup, an dem auch Teams aus anderen europäischen Ländern teilnehmen.
Der höchste Pokalwettbewerb für englische Vereinsmannschaften ist der seit 2018 bestehende Premiership Rugby Cup, der den Teams der Premiership offensteht; seit 2023 sind auch die Teams der RFU Championship teilnahmeberechtigt. Nur von 2018 bis 2023 existierte der RFU Championship Cup. Beide Wettbewerbe hatten den seit 1972 ausgetragenen Anglo-Welsh Cup ersetzt, an dem auch Teams aus Wales teilnahmen. Zudem bestand von 2009 bis 2018 der British and Irish Cup, an dem auch irische und schottische Teams beteiligt waren.

## Nationalmannschaft
Die englische Nationalmannschaft ist eine der erfolgreichsten beim traditionsreichen Turnier Six Nations. Sie hat mehr Titel gewonnen und mehr Grand Slams erreicht als die meisten anderen Teilnehmer. Im Rahmen von Six Nations spielt die Mannschaft gegen Schottland um den Calcutta Cup und gegen Irland um die Millennium Trophy. Außerdem spielt England gegen Australien um den Cook Cup und gegen Neuseeland um den Hillary Shield.
England gewann 2003 die Weltmeisterschaft und erreichte 1991, 2007 und 2019 das Endspiel der Weltmeisterschaft. In der World-Rugby-Weltrangliste gehört England stets zu den besten Zehn der insgesamt über 100 Mannschaften. Die Heimspiele werden fast ausschließlich im Twickenham Stadium im Südwesten Londons ausgetragen. Ungefähr alle vier Jahre gehen die British and Irish Lions auf Tour – eine Mannschaft mit Spielern aus England, Irland, Schottland und Wales – um gegen die All Blacks aus Neuseeland, die Springboks aus Südafrika oder die Wallabies aus Australien anzutreten.

## Beliebtheit
Historisch gesehen, war Rugby Union in England mehr ein Breitensport als ein Zuschauersport, Vereinsspiele waren nur spärlich besucht. Demgegenüber war der Zuschaueraufmarsch bei Länderspielen der Nationalmannschaft stets außerordentlich hoch. Seit dem Gewinn des Weltmeistertitels 2003 hat die Beliebtheit von Rugby Union jedoch stark zugenommen.
Gemessen an den Zuschauerzahlen ist die English Premiership die viertgrößte Sportliga hinter der Premier League, der EFL Championship (beide Fußball) und der Super League (Rugby League). Die durchschnittliche Zahl der Zuschauer pro Spiel beträgt rund 18.000 (Stand: 2016). Aufgrund der gestiegenen Nachfrage sind einige Mannschaften in größere Stadien umgezogen und bauen ihre bestehenden Stadien aus. Länderspiele werden im Free-TV übertragen, Meisterschaftsspiele meist im Pay-TV.